# MTR MTR390
MTU Turbomeca Rolls-Royce MTR390 je turbohřídelový motor vyvinutý pro lehké vrtulníky konsorciem MTU Turbomeca Rolls-Royce (MTR). Motor je určený pro pohon vrtulníků hmotnostní kategorie 5 – 7  tun v jak jednomotorové tak dvoumotorové konfiguraci. Zkušební provoz motoru začal v roce 1989 a jeho první zkušební let proběhl v roce 1991. Vojenský typový certifikát získal v květnu 1996 a schválení pro civilní provoz v červnu 1997.
Své zatím jediné sériové uplatnění nalezl u typu Eurocopter Tiger.
V současné době probíhá ve spolupráci se španělskou společností ITP vývoj výkonnější verze MTR390-E (Enhanced).

## Varianty
- MTR390-2C
  - Sériová varianta
- MTR390-E
  - Vyvíjená výkonnější varianta

## Použití
- Eurocopter Tiger

## Specifikace
Údaje podle

### Technické údaje
- Typ: turbohřídelový motor s odstředivým kompresorem
- Délka: 108 cm
- Průměr: 68 cm
- Suchá hmotnost: 169 kg

### Součásti
- Kompresor: dvoustupňový odstředivý
- Spalovací komora: prstencová
- Turbína: jednostupňová vysokotlaká, dvoustupňová nízkotlaká

### Výkony
- Maximální výkon: 1 465 shp (1 092,4 kW)
- Kompresní poměr: 13:1
- Měrná spotřeba paliva: 280 g/kW/h
- Poměr výkon/hmotnost: